# Els àngels de Charlie: Al límit
Els àngels de Charlie: Al límit  (títol original: Charlie's Angels: Full Throttle), és una pel·lícula estatunidenca dirigida per McG i estrenada l'any 2003. Ha estat doblada al català
El film és la continuació de Els Àngels de Charlie, també dirigida per McG i estrenada l'any 2000, i la segona adaptació cinematogràfica de la sèrie televisada Els Àngels de Charlie, creada per Ivan Goff i Ben Roberts, de la qual també és continuació. És protagonitzada per Cameron Diaz, Drew Barrymore, Lucy Liu i Demi Moore als papers principals.

## Argument
Nathalie, Dylan i Alex són tres detectius que treballen per a l'agència de Charlie, un misteriós milionari anònim del qual no han mai vist el rostre. A aquesta nova aventura, els « Àngels » han de intentar protegir el programa de protecció dels testimonis del govern americà, que està inserit a l'interior de dos anells d'acer i que no poden llegir-se sinó quan és posen en contacte. Desgraciadament, han caigut en males mans. Les noies han de descobrir que està darrere d'aquesta maquinació si no volen tenir més d'un centenar de morts a les seves espatlles.

## Repartiment
- Cameron Diaz: Natalie Cook
- Drew Barrymore: Dylan Sanders
- Lucy Liu: Alex Munday
- Bernie Mac: Jimmy Bosley
- John Forsythe: Charlie Townsend (veu)
- Demi Moore: Madison Lee
- Justin Theroux: Seamus O'Grady
- Rodrigo Santoro: Randy Emmers
- Robert Patrick: U.S. Marshal Ray Carter
- Crispin Glover: Home prim
  - Zack Shada: Jove home prim
- Shia LaBeouf: Max "Lion" Petroni
- Matt LeBlanc: Jason Gibbons
- Luke Wilson: Peter Kominsky
- John Cleese: Mr. Munday
- Ja'net Dubois: Mama Bosley
- Robert Forster: Capità Roger Wixon
- Jaclyn Smith: Kelly Garrett
- Carrie Fisher: Mare Superiora Maria
- Eric Bogosian: Alan Caulfield

### Cameos
- Pink: Coal Bowl M.C.
- Mary-Kate i Ashley Olsen: Futures Angels
- Ed Robertson: Xèrif
- Béla Károlyi: professor de gimnàstica
- Andrew Wilson: oficial de policia
- Melissa McCarthy: dona flirtejant amb Bosley a l'escena del crim.
- The Pussycat Dolls: balladors
- Tanoai Reed: Wrestler
- Jennifer Gimenez: Infermera
- Bruce Willis: William Rose Bailey

## Crítica
- El film ha rebut crítics regulars, recollint un 43 % de crítiques positives, amb una nota mitjana de 5/10 i sobre la base de 178 crítiques recollides, en el lloc Rotten Tomatoes.[2] A Metacritic, obté un resultat de 48/100 sobre la base de 39 crítiques recollides[3]
- "La primera era dolenta fins a deixar-te estupefacte. Al costat d'aquesta és tot un prodigi. (...) explosions eixordadores i baralles en les quals no es veu bé gens del que passa perquè la càmera té el ball de sant Vito."[4]

## Al voltant de la pel·lícula
- El títol de treball del film era Charlie's Angels: Halo.[5]

- L'aparició de Jaclyn Smith en el paper de Kelly Garrett, que feia a la sèrie Els Àngels de Charlie, confirma que els films són continuació a la sèrie i no un remake.

- Farrah Fawcett hauria hagut d'aparèixer al film però Jaclyn Smith la reemplaça, en el paper que tenia a la sèrie.[6]

- El passatge on Alex, Dylan i Nathalie es troben a l'orfenat de les Germanes i on es veuen nois llegint una revista Playboy ha estat rodat al jardí de la mansió Playboy. L'escena de l'orfenat, amb Carrie Fisher, és una referència al film The Blues Brothers, film en el qual actuava d'altra banda Carrie Fisher.[6]